# Linia kolejowa nr 522
Linia kolejowa nr 522 – pierwszorzędna, zelektryfikowana, jednotorowa linia kolejowa znaczenia państwowego łącząca rozjazd nr 102 z rozjazdem nr 45 na stacji Mińsk Mazowiecki.
22 grudnia 1970 roku linia została zelektryfikowana.